# سندستوون (مینه‌سوتا)
سندستوون، مینه‌سوتا (به انگلیسی: Sandstone, Minnesota) یک شهر در ایالات متحده آمریکا است که در شهرستان پین، مینه‌سوتا واقع شده‌است.

## خصوصیات
سندستوون ۱۴٫۰۶ کیلومترمربع مساحت و ۲٬۸۴۹ نفر جمعیت دارد و ۳۳۲ متر بالاتر از سطح دریا واقع شده‌است.